# Oldřich Kapler
Oldřich Kapler (* 29. prosince 1915 Ivančice – 4. března 1998 Opava) byl český přírodovědec.

## Biografie
Ač dokumenty uvádějí, že se narodil 29. prosince, na svět přišel až 30. prosince před 2. hodinou ranní, v č.p. 43 na Malém rynku. Byl pokřtěn strýcem páterem Karlem Tirayem.
Malý Ola se přestěhoval na Drůbeží trh do sousedství strýčka pátera Karla, který tam bydlel se sestrou Julií, neteří a matčinou sestrou Lídou. Vzdělaná rodina dala směr jeho dalšímu životu. Ještě před tím, než uměl číst, poznával díky strýčkovi v knihách a herbářích Polívky, Mikana, Exlera a Noska mnoho rostlin a živočichů. Tetičky učitelky jej zasvětily do umění kresby tužkou, uhlem i perem. Vše co viděl, srovnával s tím, co už znal, poznamenal si to i nakreslil a tomuto způsobu studia přírody zůstal věrný po celý život. Doma měl stále v nádržkách ze sklenic nějaké živočichy, čolky, mloky, larvy a housenky a s tím vystačil až do měšťanky. Tam se jej ujal velice dobrý učitel Alois Švarc, který jej nechal v přestávkách i po vyučování bádat v kabinetu, kde i mnoho přírodnin a školních pomůcek opravil, přerovnal, zařadil do systému či i přepreparoval, bylo-li třeba. Tam také poprvé poznal krásy života vyhynulého – paleontologie.
V roce 1931 ukončil měšťanku a odešel do učení na vodoinstalatéra u Františka Žáka v Brně. Přesto prolézal Stránskou skálu a usazeniny v Židlochovicích a stal se „renomovaným“ dodavatelem zkamenělin do Zemského muzea, kam nálezy donášel už vypreparované a mnohdy i určené.
Po vyučení v krizovém roce 1934 rozšířil řady nezaměstnaných, ale díky tomu, že jeho znalosti a dovednosti se dostávaly do povědomí, dovolili mu v ivančické měšťance i v jiných ústavech za drobný peníz zpracovat sbírky zkamenělin a recentních měkkýšů. Při jejich určování se seznámil s mnoha učenci ze Zemského muzea v Brně. Zpracoval přes 200 druhů zkamenělin včetně několika diluviálních kostí, když zpracování ramenní kosti prehistorického desmana ze Stránské skály mu už zajistilo určitý věhlas. Mohl studovat muzejní knihy a sbírky, a stále se tak zdokonalovat.
V roce 1935 podal žádost o přijetí za volontéra při Zemském muzeu, ale až po dvou letech, na žádost profesora Dr. Karla Absolona, byla na zasedání zemského výboru projednána s rozhodnutím, že bude přijat hned, jakmile to finance dovolí. Tak zatím mnohdy i bezplatně zpracovával přírodniny v muzeu v Ivančicích i na různých školách.
Při těchto činnostech stále pracoval i na svých zoologických „projektech“, byl i několikrát požádán různými spolky o přednášku (např. pro spolek Pterophylum či Naturfreunde), kde přednášel i německy, kterýžto jazyk se z měšťanské podoby doučil samostudiem na velice slušnou úroveň. Začal studovat vodní živočichy žijící v kalužích, zejména lupenonohé bezobratlé. Seznámil se s profesorem Brunem Valouškem z mužského učitelského ústavu a k jedné jeho práci nakreslil názornou tabuli 75 kreseb terciérních dírkovců. Naučil se odchovávat různé živočichy z přineseného bahna z kaluží. O lupenonohých z vlastních chovů a pozorování sestavil svůj první článek pro časopis „Vesmír“.
V roce 1937 nastoupil Oldřich Kapler vojenskou prezenční službu u 5. leteckého pluku jako palubní radista. Při kurzu radistů v Kutné hoře stačil probádat temnější křídové útvary, za pobytu v Hradci Králové studoval hydrobiologii, v Kuchyni u Malacek zkoumal i místní step. To už také publikoval a po jednom příspěvku do „Přírody“ si jej pozval profesor Absolon a nabídl mu možnost studií v jeho knihovnách. Od té doby mu rovněž korigoval jeho články.
V roce 1939 nastoupil na místo kustoda přírodnin v krajinském, dnes městském muzeu v Ivančicích, kde několik let zpracovával a třídil přírodovědný materiál. Tam zůstal až do nasazení do Reichu. Ani totální nasazení u říšských drah, hrůzy války neuhasily jeho badatelskou činnost. Zaznamenával vše, co viděl jak ve Štětíně, na pobřeží Baltu, hledal a nacházel živočichy zalité v jantaru.
V Německu potkal i svou budoucí ženu, Polku, Hanku Kocieckou. Přežili těžká bombardování i útrapy válečných přesunů, rozdělení i trvalé odloučení před koncem války, kdy se jeho žena vrátila do Polska, aby pečovala o svého ochrnutého otce. Stále si psali, pokud to válka dovolila, ale sešli se až poté, co skončila. To už paní Růžena Kaplerová bydlela v Brně, kde měla v nájmu cukrárnu. Otec Raimund zůstal v Ivančicích, kde pečoval o svou nemohoucí sestru Pepinu.
Oldřich pak začal pracovat ve Slezském (Zemském) muzeu v Opavě, které bylo totálně zničené stejně jako Opava sovětskými vojsky při dobývání Ostravy. Jako muzejní zřízenec s několika dalšími prohrabával sutiny, vše použitelné a opravitelné shromažďovali v jediné místnosti se střechou, kde vše čistil, třídil, znovu popisoval a ukládal do zachovalých muzejních skříní. Tak činil až do převratu, kdy ještě stihl s Edmundem Reitterem, světoznámým entomologem z Opavy, uspořádat výstavu "Barevná krása motýlů". Také absolvoval preparátorský kurz v Praze a postoupil na místo řádného preparátora Slezského muzea. Jeho největším preparátorským počinem se stala rekonstrukce prehistorického ptáka Archaeornis siemensi, sestrojená z peří a částí těl soudobých ptáků.
Po roce 1947 byl z muzea vyhozen. Nastoupil jako svářeč po zaškolení do VŽKG – Vítkovických železáren Klementa Gottwalda. Ve volných chvílích a o nedělích prolézal na kole okolí Opavy, lovil v kalužích, kopal v lomech a na odkryvech, v opavských sádrovcích a sepisoval, porovnával a studoval. Na cestu už brával i postupně své čtyři syny. Odchod z muzea jej velice mrzel. Práce v továrně však byla daleko více finančně zajímavá. Jeho druhorozený syn Oldřich se později stal zdatným entomologem, také samoukem, při práci stavebního technika. Oldřich starší zase začal publikovat, o své poznatky se dělil s lidmi i v periodikách a to už nejen o přírodě. Zajímal se živě o dění ve svém okolí, nebál se i kritických glos, pokud je tehdejší tisk dovolil otisknout. Publikoval v Živě, Vesmíru, v denním tisku, vydával turistické průvodce po oblastech, kam posílaly své zaměstnance odbory VŽKG (Hvar, Krka, Rumunsko a.p.).
V roce 1969 napsal knihu: Klíč k určování čsl. vodních plžů, kterou vydal Český svaz chovatelů. Za četné zlepšovací návrhy byl oceněn stříbrným a zlatým odznakem VŽKG. Když onemocněl tuberkulózou, léčil se v Paskově u Karviné a u své ženy.
Po sametové revoluci začal Oldřich Kapler pracovat jako vedoucí přírodovědného kroužku při Stanici mladých přírodovědců v Opavě. Postavil tam ptačí voliéru a po získání vedení pro projekt mořského akvária i kroužek mořské akvaristiky. Za svou práci získal vyznamenání ministra školství – „Vzorný pracovník ve školství“. Rovněž byl doživotním Čestným členem Svazu ochránců přírody.
Na jedné z cest po Řecku se mu podařilo najít nový druh kovaříka, který nese jeho vědecké jméno: Lacon kapleri
O životě pod mořskou hladinou napsal svou druhou knihu. Populárně naučnou metodou zde představil vše, co je možné vidět v pobřežních vodách moří kolem Evropy, jak exponáty dopravit živé domů, jak zařídit mořská akvária a jak se o ně starat, a vše doplnil vlastními kresbami a ilustracemi odborníků ilustrátorů.
Oldřich Kapler odešel uprostřed rozdělané další knihy a spousty neutříděného materiálu 4. března 1998 ve věku 83 let.